# Lore Zech
Lore Zech, född 24 september 1923, död 13 mars 2013 i Sverige, var professor emerita i medicinsk genetik.

## Biografi
Lore föddes i Tyskland och fick sin akademiska utbildning vid universiteten i Marburg, Bonn och Tübingen. 1953 fick Lore Zech sin postdoktorsanställning vid Institutionen för cellforskning och genetik, Karolinska institutet och började studera kromosomerna hos växter med Q-bandningsmetoden tillsammans med professor Torbjörn Caspersson. Arbetet de gjorde anses banbrytande och metoden har etablerats över hela världen för att diagnostisera olika former av kromosomavvikelser vid sjukdomar och syndrom. Metoden möjliggjorde en kartläggning av arvsanlagen. Lore gjorde även pionjärinsatser genom att visa på genetiska förändringar vid olika former av leukemier och lymfom, vilket har haft en stor betydelse för förståelse av cancer samt för utveckling av cancerdiagnostik.